# Lviv

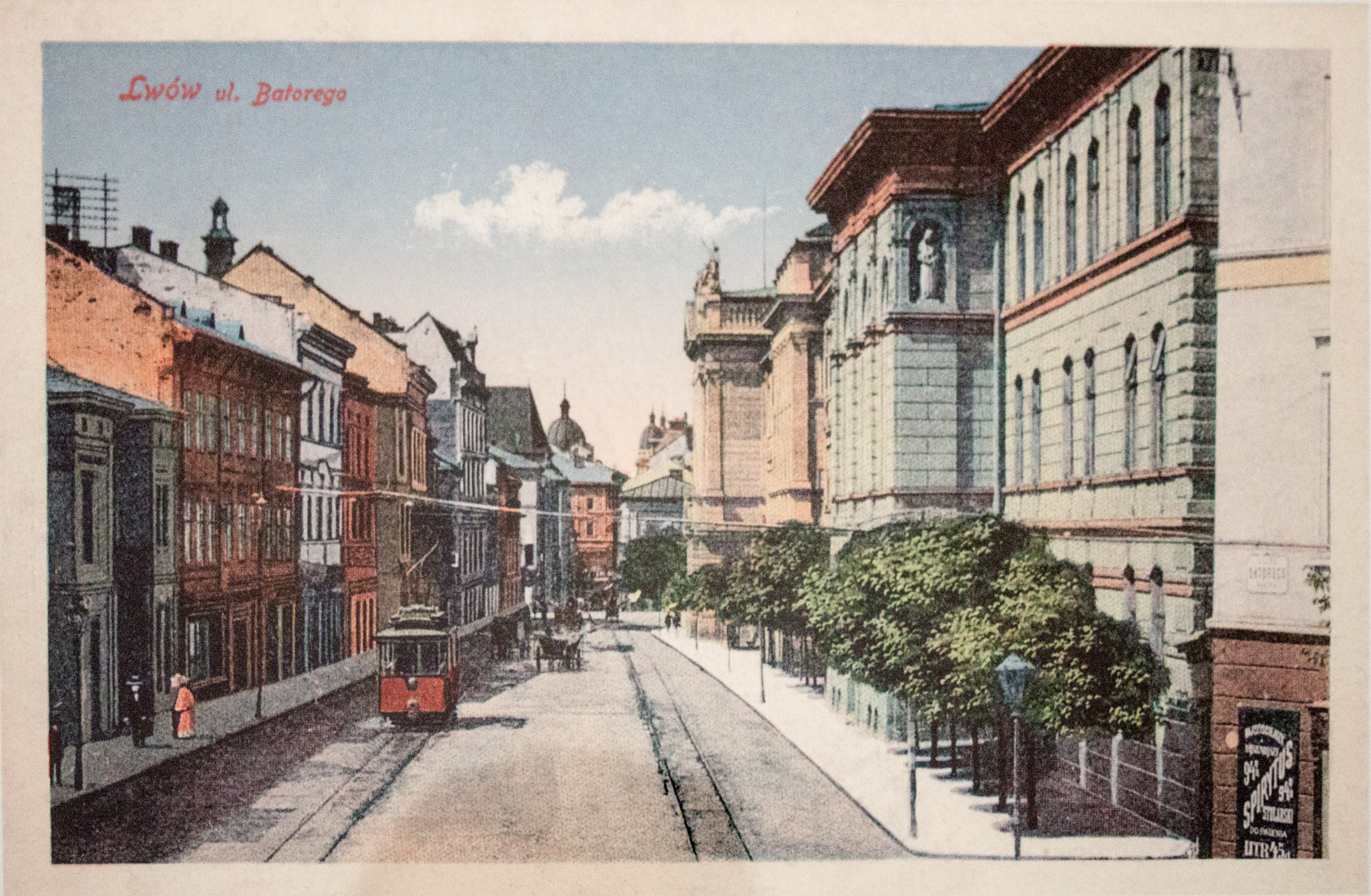
1915-ös, első világháborús postai levelezőlap a Bátori utca látképével

Lviv (ukránul: Львів, középkori magyar nevén Ilyvó, magyarul a német név után a Lemberg is használatos, németül: Lemberg, oroszul: Львов [Lvov],  lengyelül: Lwów, latinul: Leopolis) Ukrajna háromnegyed millió lakosú nagyvárosa, a Lvivi terület, a Lvivi járás és Lviv község székhelye. Jelentős kulturális központ, amely egyben más országok történelmében is fontos szerepet játszott. Lviv óvárosát az UNESCO 1998-ban a világörökség részévé nyilvánította.

## Nevének etimológiája
A városnév jelentése tulajdonképpen „Leó vára” Dániel halicsi fejedelem fiáról. Az újabb német Lemberg a Leó személynévre utaló Leonberg változatból alakult, az oroszlánra utaló régies Löwenberg helyett. Középkori magyar elnevezése, az Ilyvó, az akkori keleti szláv névváltozatból (Ильвов) eredt. Később a németből átvett Lemberg terjedt el a magyar nyelvben. A szovjet időkben és a rendszerváltás előtti Magyarországon az orosz eredetű Lvov volt a hivatalos neve, ami a lengyel Lwów, illetve az ukrán Львів orosz változata.

## Fekvése
A város a lvivi dombságon fekszik, a lengyel–ukrán határtól kb. 80 km-re keletre. Tengerszint feletti közepes magassága 289 m. A város legmagasabb pontja a Viszokij Zamok (Fellegvár) hegye, a Várhegy, 409 m-es tengerszint feletti magassággal. Történelmileg a város a Poltva folyó (a Nyugati-Bug egyik mellékfolyója) mellé épült, de medrét a 19. században beépítették, és a város alatt egy csatornán vezették keresztül. (A folyó a mai Sevcsenko, Szvoboda és Csornovil sugárutak alatt folyik keresztül a városon.)
A város a közép-európai fő vízválasztón fekszik, amely a Balti-tenger és a Fekete-tenger medencéjét választja el egymástól. (Ennek  megfelelően a várostól északra a Bug a Balti-tengerbe, délre a Dnyeszter a Fekete-tengerbe ömlik.) A város így vízhiányos területen helyezkedik el. Vízvezeték-rendszerének rossz állapota miatt a lakosság vízellátását korlátozzák.

## Éghajlata
Lviv éghajlata mérsékelt kontinentális. A középhőmérséklet januárban -4 °C, júniusban +18 °C. Az éves csapadékmennyiség 700 mm körüli. Az év napjainak 66%-ában felhős az égbolt. A legmagasabb hőmérsékletet, +37 °C-ot, 1921 szeptemberében mérték, a leghidegebbet 1929 februárjában, -35,8 °C-ot.
| Hónap                                            | Jan.  | Feb.  | Már.  | Ápr.  | Máj. | Jún. | Júl. | Aug. | Szep. | Okt.  | Nov.  | Dec.  | Év    |
| ------------------------------------------------ | ----- | ----- | ----- | ----- | ---- | ---- | ---- | ---- | ----- | ----- | ----- | ----- | ----- |
| Rekord max. hőmérséklet (°C)                     | 13,8  | 17,7  | 22,4  | 28,9  | 32,2 | 33,4 | 36,3 | 35,6 | 34,5  | 25,6  | 21,6  | 16,5  | 36,3  |
| Átlagos max. hőmérséklet (°C)                    | −0,1  | 1,3   | 6,3   | 13,6  | 19,4 | 22,0 | 23,9 | 23,5 | 18,3  | 12,9  | 6,0   | 0,9   | 12,4  |
| Átlagos min. hőmérséklet (°C)                    | −6,1  | −5,5  | −1,7  | 3,6   | 8,4  | 11,3 | 13,2 | 12,5 | 8,4   | 4,1   | −0,3  | −4,6  | 3,7   |
| Rekord min. hőmérséklet (°C)                     | −28,5 | −29,5 | −25,0 | −12,1 | −5,0 | 0,5  | 4,5  | 2,6  | −3,0  | −13,2 | −17,6 | −25,6 | −29,5 |
| Átl. csapadékmennyiség (mm)                      | 40    | 44    | 45    | 53    | 89   | 89   | 96   | 76   | 67    | 51    | 48    | 48    | 746   |
| Havi napsütéses órák száma                       | 64    | 79    | 112   | 188   | 227  | 238  | 254  | 222  | 179   | 148   | 56    | 37    | 1804  |
| Forrás: Pogoda.ru.net, NOAA (sun only 1961–1990) |       |       |       |       |      |      |      |      |       |       |       |       |       |

## Története
Lviv területén az 5. századból származik az első lakott településre utaló lelet. A 10. században a lengyel I. Mieszko és a kijevi fejedelmek között vitatott terület része volt. Végül 981-ben I. (Nagy) Vlagyimir kijevi fejedelem elfoglalja a város területét.
A várost Danilo ruszin nemzetiségű halicsi fejedelem alapította a 13. században, és fiáról, Lev hercegről nevezte el a várost latinul Leopolisnak. Más források szerint maga Leo herceg alapította a várost.
A város első említése 1256-ból származik. A város kedvező fekvésének köszönhetően (a Krakkó–Kijev nyugat–keleti, illetve a Visztula folyótól a Fekete-tengerhez menő észak–déli kereskedelmi út találkozásánál) hamar átvette a környéken lévő Halics városnak szerepét, a hercegség központjává vált.
1349-ben III. Kázmér lengyel király elfoglalta Halicsot, így Lviv városát is. 1356-ban Magdeburg német város mintájára szabad királyi városi jogokat biztosított a lengyel Lwów számára, így óriási lendületet adva a város fejlődésének. Ebben az időszakban épül meg a város római katolikus temploma, majd 1363-ban a szabadságjogok miatt ideköltözött örmények is megépítették templomukat. 1386-ban Halics Lengyelország elidegeníthetetlen részévé vált, Lwów többször is koronázási ceremónia színhelyévé vált.
A lengyel–litván perszonálunió ideje alatt a felélénkülő kereskedelem az árumegállítási és adóztatási joggal bíró várost nagyban gazdagította. Lwów a Chełm, Sanok, Halics, Przemyśl városokat tartalmazó Rutén Vajdaság központjává válik. Lakossága gyors ütemű növekedésbe kezd, a városba mindenfelől áramló emberek egy mind kulturálisan, mind nemzetiségeit tekintve sokszínű várost hoztak létre. A városban a római katolikus, az ortodox és az örmény katolikus egyház  is elfogadottá vált. A 17. század első felére a városban mintegy 25–30 ezren laknak, 30 céh működött.
A 17. században a gyengülő lengyel államban csökkent Lwów gazdasági jelentősége. 1649-ben Bohdan Hmelnickij vezetésével bevették a kozákok. 1655-ben svéd, 1657-ben az erdélyi, 1675-ben török seregek támadtak a városra, ám azt elfoglalni nem tudták. Az utóbbi kísérletet a lwówi csatában III. (Sobieski) János seregei hiúsították meg. 1704-ben végül a nagy északi háborúban támadó svédek elfoglalták a várost.
Lengyelország első, 1772-es felosztása során Lviv Ausztriához került. Habár a német nyelv vált hivatalossá, a főbb tisztségeket német származásúak töltötték be, egy viszonylagos szabadságban Lemberg megmaradt ukrán, illetve lengyel kulturális központnak. 1784-ben II. József császár újranyitotta a Lembergi Egyetemet, ahol a diákok latin, német, lengyel, 1786-tól ukrán nyelven tanulhattak. Az első közszínházat 1794-ben, az Ossolineum tudományos intézetet 1817-ben alapították.

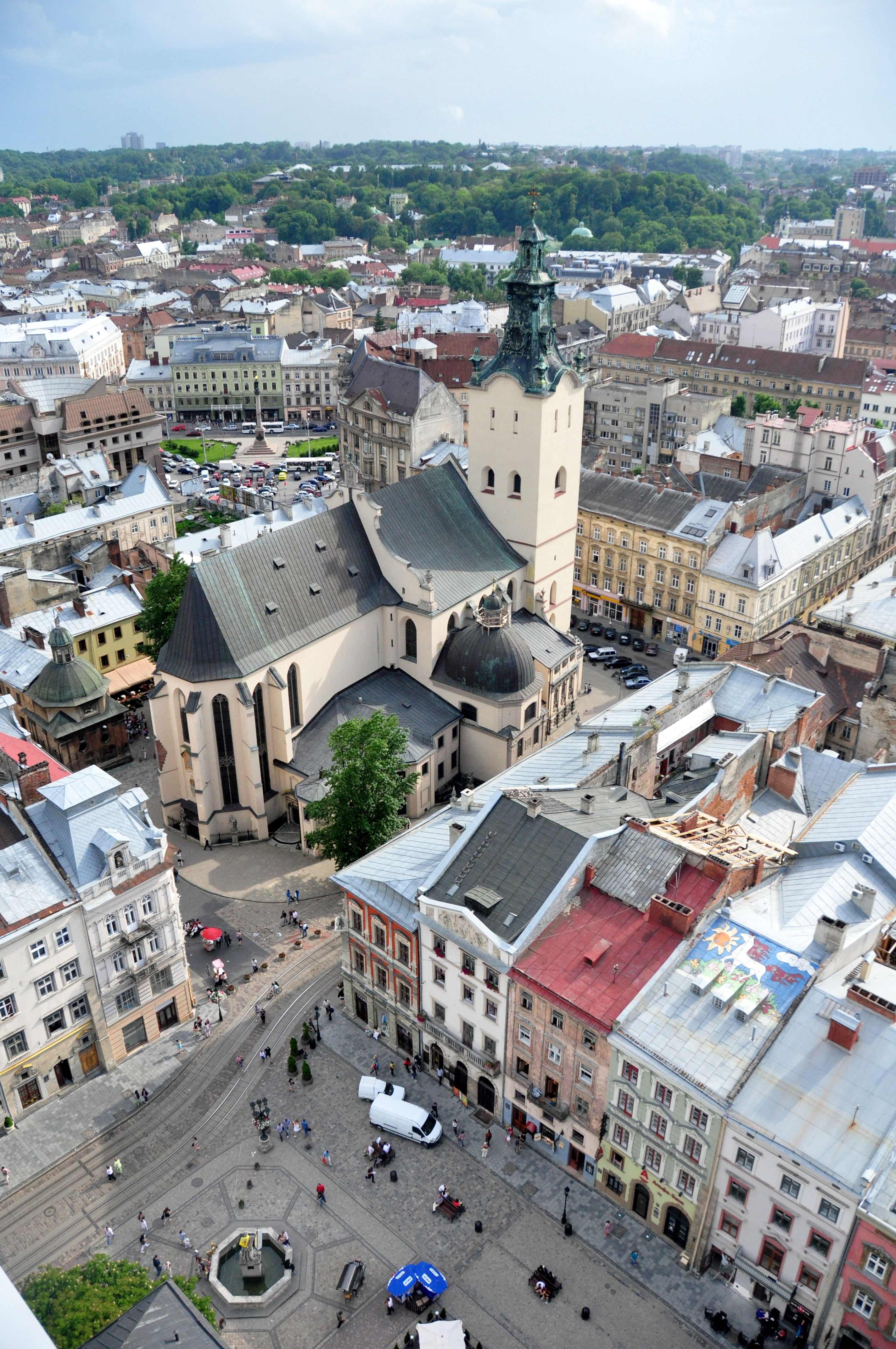
A Latin székesegyház

A 19. század elején az ukrán ortodox egyház feje, Kijev, Halics, Ruszinkó és Lviv metropolitája székhelyét Lembergbe tette át, miközben a Habsburgok erős germanizációba kezdtek a birodalmukban, így Lembergben is. 1805-ben bezárják az egyetemet, majd 1817-ben mint német nyelvű Akadémiát nyitották ki újra. A német nyelv használata az élet minden területén elterjedt. 1848-ban Lemberg lakossága petícióban tiltakozott a német nyelv erőszakos térhódítása ellen, és kérik az önálló kormányzás visszaállítását, illetve a lengyel és az ukrán nyelv használatát.
A kérések csak 1861 után kerülnek meghallgatásra. 1867-ben alakult meg Galícia önálló országgyűlése, a Sejm Krajowy. Galícia a volt Lengyelország egyetlen viszonylagos kulturális és politikai függetlenséggel bíró területe, miközben Ukrajna kulturális központja is maradt.
Az első világháború során az orosz hadsereg 1914-ben elfoglalta a várost, majd a császári seregek visszaszerzik. 1918. november 1-jén itt kiáltják ki a független Nyugat-Ukrajnai Köztársaságot, amelynek egyben fővárosául is szolgál. Ezt követően komoly harcokra került sor a terület hovatartozását illetően. Sok kamasz segítette a lengyeleket, akiket később lwówi sasfiókáknak neveztek. Az ukránokkal, majd a szovjetekkel megküzdő lengyelek végül a rigai békében állapodtak meg arról, hogy a terület Lwów vajdaság néven a továbbiakban Lengyelország részét képezi, ahol a város fontos tudományos és kulturális központtá vált.
1939. szeptember 12-én a német hadsereg lerohanta a várost, de szeptember 17-én a Molotov–Ribbentrop-paktum értelmében az Ukrán SZSZK részeként Lviv és környéke is a Szovjetunióhoz került. 1941. június 22-től a németek ismét megszállás alatt tartották és egészen 1944. július 23-áig. Közben Lviv népes zsidó lakosságát a németek gettóba gyűjtötték és Lengyelország területén koncentrációs táborokba deportálták.
A szovjet csapatok megérkeztével megindult az ellenállás felszámolása. Minden, a szovjeteknek nem tetsző elem gulágokba került. Lvov lengyel lakosságát pedig a Visztula-akció keretében végrehajtott lengyel-ukrán lakosságcsere részeként Wrocław lengyel városba telepítették. A Szovjetunió fennállása során Lvov a többi szovjet nagyvároshoz hasonló változásokon ment át, például megépültek nehézipari üzemei, a betelepített ipari munkásság miatt jelentősen nőtt a lakosság száma és megépültek a várost övező lakótelepek.
A független Ukrajna egyik politikailag meghatározó városa, a nemzeti-hazafias erők fő bázisa.

## Népesség
| Lakosok száma | 816 171 | 732 818 | 758 400 | 727 968 | 724 713 | 724 314 | 717 273 |
|               | 1989    | 2001    | 2014    | 2017    | 2019    | 2020    | 2022    |

Lviv lakossága a 2001-es népszámlálás adatai alapján 725 200 fő.
A lakosság nemzetiségi összetétele:
- ukrán – 639 000 (88,1%)
- orosz – 64 600 (8,9%)
- lengyel – 6400 (0,9%)
- belarusz – 3100 (0,4%)
- zsidó – 1900 (0,3%)
- örmény – 800 (0,1%)

## Magyarok Lvivben
Lvivben mintegy 200 fős magyar közösség él. Ők az 1945 utáni szovjet időkben Kárpátaljáról főként tanulni mentek Lvivbe, majd a tanulmányok befejezése után ott maradtak, letelepedtek és családot alapítottak. Ennek megfelelően a lvivi magyarok többsége értelmiségi. Sok köztük a zenész, egyetemi oktató. 1992 után egy részük visszatért Kárpátaljára, vagy áttelepült Magyarországra. Kisebbségi érdekvédelmi szervezetük az 1989-től létező, s 2012. december 3-án megalapított Lembergi Magyarok Kulturális Szövetsége (LMKSZ). Az LMKSZ alapítója Ilku Marion József (1933–2003) festőművész volt. A szervezet egy vasárnapi iskolát is működtet a gyermekek számára, ahol magyarnyelv-oktatás folyik.

## Közlekedés

### Légi közlekedés
Lviv központjáról 6 km-re, délnyugati irányban, Szkniliv városrészben helyezkedik el a város nemzetközi repülőtere, amely belföldi és nemzetközi járatokat egyaránt fogad. Kifutópályája nagyméretű teher- és utasszállító repülőgépek üzemeltetéséhez is alkalmas. 2012-ben felújították, és Danilo halicsi fejedelemről nevezték el.

### Vasúti közlekedés

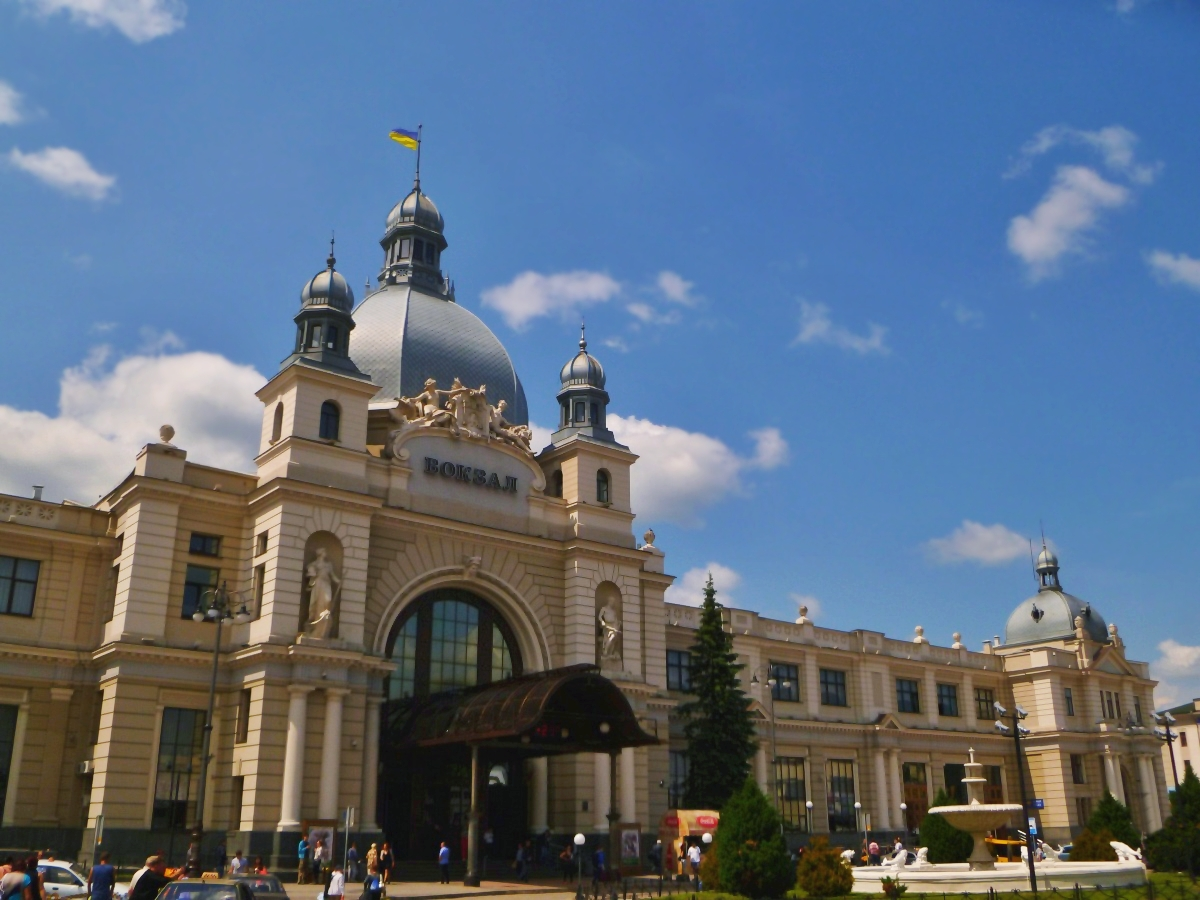
A lvivi pályaudvar

Lviv és környéke vasúti közlekedése a legrégebbi hagyományokkal rendelkezik a mai Ukrajna területén található vasutak között. Az Osztrák–Magyar Monarchia idején épült meg az első Lvivbe vezető vasútvonal, az első vonat a városba 1861. november 4-én érkezett meg Bécsből. 1866-ban építették meg a Lvivből Csernyivcibe vezető vasútvonalat, 1869-ben pedig a Brodiba vezető pályát. A vasúti forgalom növekedése a 20. század elejére új vasútállomás építését tette szükségessé a városban. 1904-ben adták át a Monarchia vasúti épületeire jellemző stílusban épült új lvivi pályaudvart, amely ma is Európa egyik legszebb pályaudvara. Az első világháború előtti időkre a Lviv központú Kelet-Galícia vasúti hálózatának hossza már elérte 2676 km-t.
A Lengyelország elleni német támadás során, 1939. szeptember 1-jén német bombatámadás érte a lvivi pályaudvart, amelynek során az épületekben és a vasúti pályákban keletkeztek károk. Miután a várost bevették a szovjet csapatok, megkezdődött az európai normál nyomtávú (1435 mm-es) pályák átépítése széles nyomtávúvá (1520 mm-esre). Az átépítést a fővonalakon 1939 végére el is végezték. Ekkortól indult meg a közvetlen vasúti személyszállítás Lviv, valamint Kijev és Moszkva között. A Szovjetunió elleni német támadás során, 1941 júniusában újabb német bombatámadás érte a lvivi pályaudvart.
A szovjet időkben Lviv központtal vasúti igazgatóság jött létre. A Lvivi vasutakhoz (Львівська залізниця) tartozik ma is Nyugat-Ukrajna vasúti közlekedése. A Lvivi vasutak jelenleg 354 pályaudvarral és állomással rendelkezik. Lviv fontos vasúti csomópont, amely kiemelkedő helyet foglal el Ukrajna nyugati irányú vasúti forgalmában. Lvivtől mintegy 80 km-re, a lengyel–ukrán határon található Ukrajna egyik legfontosabb nyugati vasúti átkelője, a Mosztiszka–II, amely átrakóival és futómű átszerelő létesítményeivel lehetővé teszi a normál nyomtávú európai és a széles nyomtávú kelet-európai vasúti hálózatok közti forgalmat. A várost érintő vasútvonalak (nem teljes lista):
- Csap–Bátyú–Munkács–Lviv-vasútvonal
- Csap–Ungvár–Szambir–Lviv-vasútvonal

### Villamos közlekedés

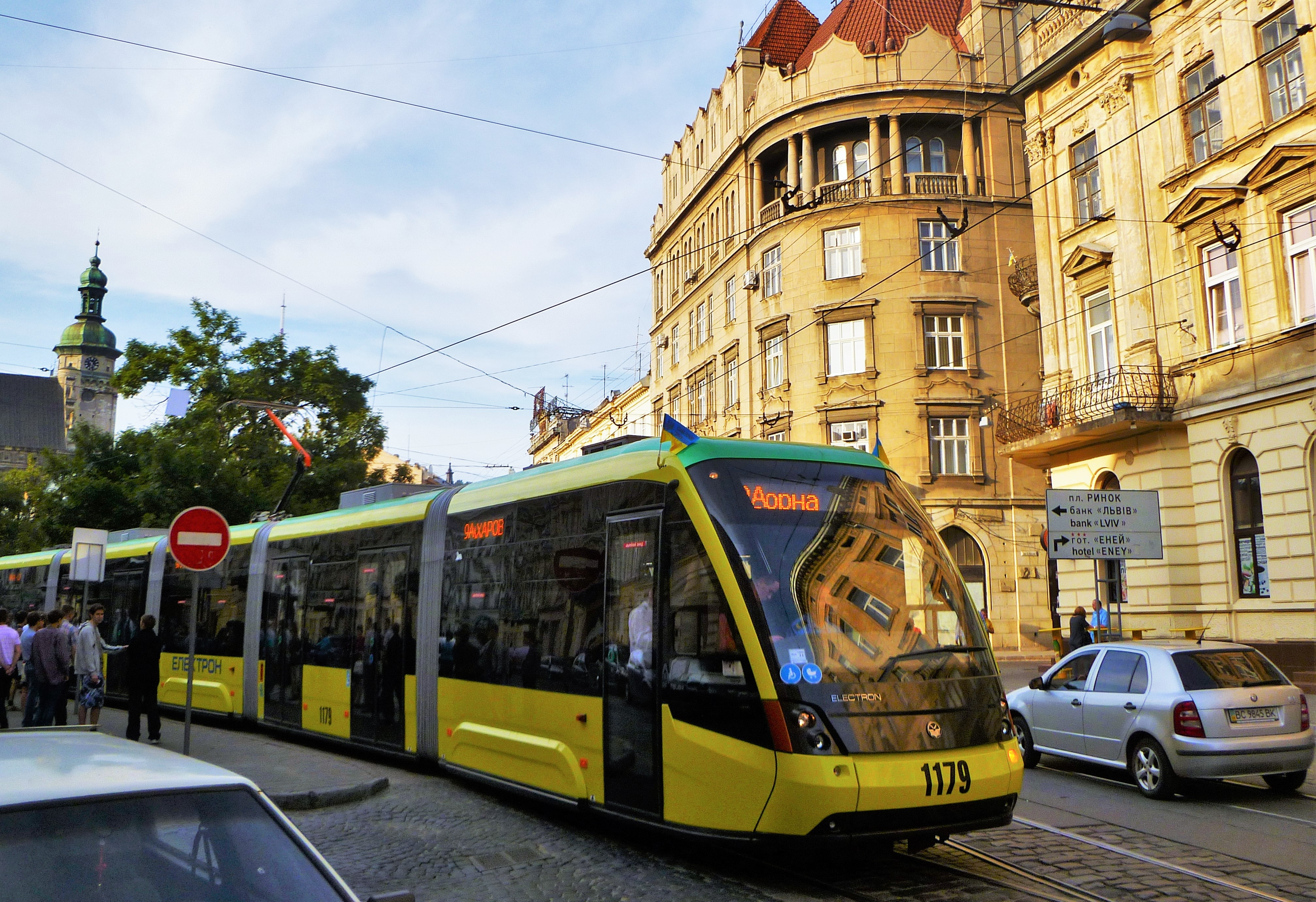
Villamos Lviv belvárosában (Ivan Franko utca)

Ugyancsak Lviv volt az első város a mai Ukrajna területén, ahol 1880-ban elsőként állítottak forgalomba lóvontatású városi vasutat. A megnyitásakor két pályán működő lóvasutat a Società Triestina Tramway cég üzemeltette, és már a kezdeti időkben évente átlagosan 1,8 millió utast szállítottak. 1889-ben a városi lóvasút 105 lóval és 37 személy- és teherkocsival rendelkezett. A járművek átlagsebessége 6,4 km/h volt.
A forgalom növekedésével a lóvasút később egyre kevésbé tudott lépést tartani, ezért a Siemens & Halske cég – az európai városok közül az elsők között – 1894-ben megépítette Lviv első villamos vonalát. A vonal hossza 6,86 km volt, és kezdetben 16 kocsi üzemelt rajta. A villamos közlekedés beindulásával a lóvasút jelentősége fokozatosan csökkent, 1907-ben pedig végleg meg is szűnt. A villamosított pálya hossza fokozatosan nőtt, 1896-ban 8,3 km, 1909-ben pedig már 25 km volt. A villamosvonalak energiaellátása miatt 1907-ben új erőművet is kellett építeni, ekkor az évi utaslétszám már elérte 12 milliót. 1940-re a pálya hossza 70 km-re, az éves utaslétszám pedig már 64 millióra nőtt.
A villamos ma is Lviv legjellemzőbb tömegközlekedési eszköze, amelynek egyes vonalai az óváros gépkocsiforgalom elől elzárt részein is keresztülhaladnak. A város villamos parkja 220 járműből áll. A villamospálya jelenlegi hossza 80 km. A járművek többsége a csehszlovák ČKD gyártmánya (Tatra KT4SU és Tatra T4SU típusok), de pályafenntartási és teherszállítási feladatokra rendelkezésre áll néhány, az 1960-as években beszerzett német gyártmányú (Gothaer Waggonfabrik) jármű.

### Trolibusz közlekedés
A kelet-európai nagyvárosokhoz hasonlóan a második világháború utáni években jelent meg Lvivben a trolibusz. A belváros egyes részein, a szűkebb utcákban a villamosokat váltották fel a trolibuszokkal. Az első trolibuszvonal 1952. november 27-én indult el. Később, az 1960-as és ’70-es években a külvárosokban felépített népes lakótelepek és a városközpont között is beindították a trolibusz közlekedést. A város trolibusz parkja jelenleg kb. 100 járműből áll.

### Autóbusz közlekedés
Lviv autóbusz közlekedése történelmileg fejletlen. A belváros zsúfolt és szűk, kanyargós utcái kevésbé alkalmasak az autóbuszok üzemeltetésére. A város autóbusz hálózata lényegesen kisebb és fejletlenebb, mint a villamos-, vagy a troli-hálózat. A hagyományos városi buszok helyett azonban igen nagy számban üzemelnek a szovjet városokra jellemző tömegközlekedési eszközök, az ún. iránytaxik (marsrutka). A mikrobuszok útvonalai gyakorlatilag az egész várost behálózzák, egy részük a környező településeket is összeköti Lvivvel.

## Testvérvárosai
| - Corning, Egyesült Államok - Freiburg, Németország - Krakkó, Lengyelország - Lublin, Lengyelország - Újvidék, Szerbia | - Przemyśl, Lengyelország - Rzeszów, Lengyelország - Whitstable, Anglia - Winnipeg, Kanada - Wrocław, Lengyelország | - Banja Luka, Bosznia-Hercegovina - Risón Lecijón, Izrael |

## Nevezetességek
- Régi piactér (Rinok)
- Fekete Ház
- Örmény székesegyház
- Ortodox székesegyház
- Szent György-templom
- Latin székesegyház
- Városháza (Ratusa)
- Dominikánus kolostor
- A Boim kápolna a Lviv életében többször szerepet játszó, befolyásos Boim család temetkezési helyéül épült 1609–1617 között Andrzej Bemer építész tervei alapján. A kápolna a Latin székesegyház körül kialakított temető területén épült. A temetőben lévő sírokat később az építkezések miatt áttelepítették a Licsakivi temetőbe, a Boim-kápolna azonban eredeti helyén maradt, és máig Lviv leglátványosabb építészeti emlékei közé tartozik. A kápolna teljes főhomlokzatát faragott kő borítja. (A Boimok – eredeti vezetéknevük: Böhm – Magyarországról települtek át Lvivbe, majd később ellengyelesedtek.)
- Operaház
- Bolyai János emléktáblája az Ivan Franko Egyetem falán. Bolyai 1831–1832 között a Monarchia tisztjeként szolgált Lembergben. Ennek emlékét örökíti meg az LMKSZ kezdeményezésére 1993-ban felavatott emléktábla.
- Boldog Konstancia emléktáblája a Szent János kápolna falán. Az LMKSZ kezdeményezésére 2003-ban avatták fel a Magyarországon készült réz emléktáblát.
- Viszokij Zamok (Fellegvár)
- A lublini unió emlékműve
- Licsakivi temető
- Ossolineum
- Potocki-palota(wd)
- Andrej Septickij Lvivi Nemzeti Múzeum

## Híres emberek
- Itt született Alekszandra Marinyina (1957 –) orosz krimiíró.
- Itt született az áruló Redl ezredes.
- Itt született Stanisław Lem (1921-2006) lengyel sci-fi író

## Magyar emlékek Lvivben

Bolyai János emléktáblája Lvivben

- Báthory István erdélyi fejedelem, a lengyel trón várományosa átutazóban Lengyelország felé megszállt a városban, ahol három napot töltött el. Ekkor készült róla a Wojtech Stefanowski által festett portré.
- Vengrin János, Máramarosszigetről származó mester készítette 1277-ben a város egyik legfontosabb ereklyéjének számító díszkardot, mely napjainkban a Városi Történeti Múzeumban található.
- 1711-ben időnként Lvivben tartózkodott II. Rákóczi Ferenc.
- Martinovics Ignác, a magyar jakubinusok 1795-ben kivégzett vezére 1783-tól 1790-ig a Lembergi Akadémián a természettan rendes tanára és a bölcsész kar dékánja volt.
- Bem József, az 1848–49-es forradalom és szabadságharc résztvevője mérnökként részt vett Lvivben az Ossoliński-palota (ma az Ukrán Tudományos Akadémia könyvtára) építésében.
- Itt készült 1897-ben a Bem nagyszebeni győzelmét bemutató monumentális Erdélyi körkép festmény, akárcsak a mintául szolgáló Racławicei körkép.
- Tresser Ferenc építész 16 éven keresztül volt a városi építész céh vezetője. Tresser Jozef Markllal és Alois Bondraskóval közösen tervezte és építette fel a városházát (ratusa), amely azonban 1842-ben összedőlt.
- Bolyai János matematikus 1831–1832-ben az Osztrák Császárság hadseregének kapitányaként szolgált a városban. Ennek emlékét őrzi a Lvivi Állami Egyetem épületén az LMKSZ kezdeményezésére 1993-ban felavatott emléktábla.

## Fényképek

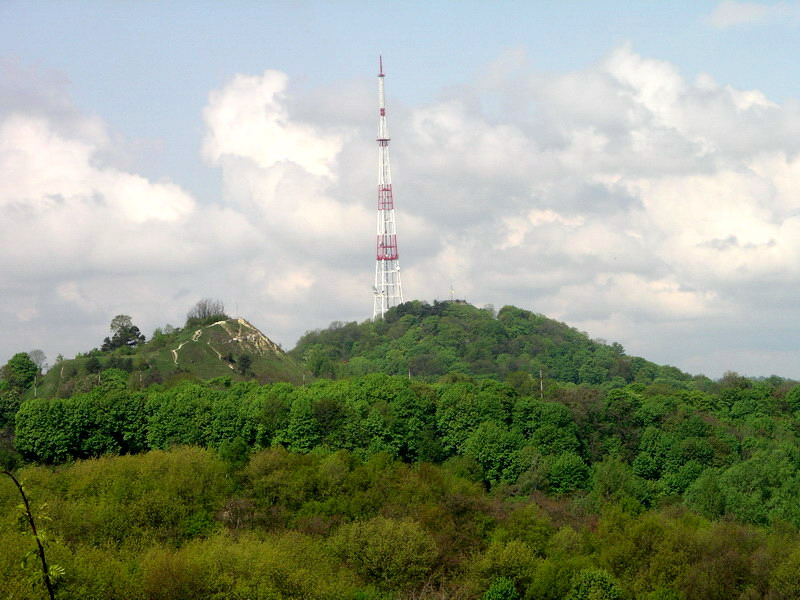
A Viszokij Zamok a tv-toronnyal
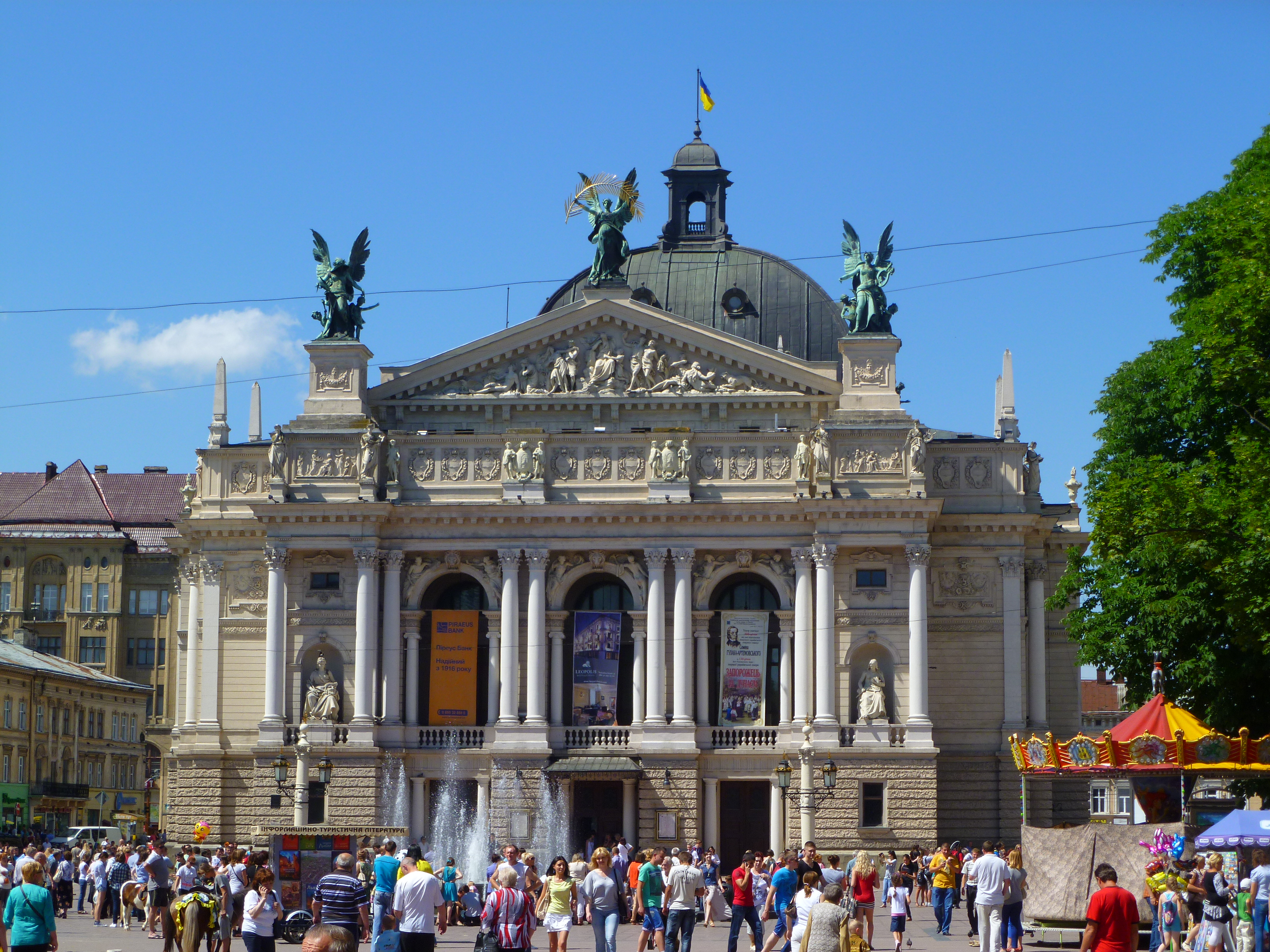
A lvivi operaház
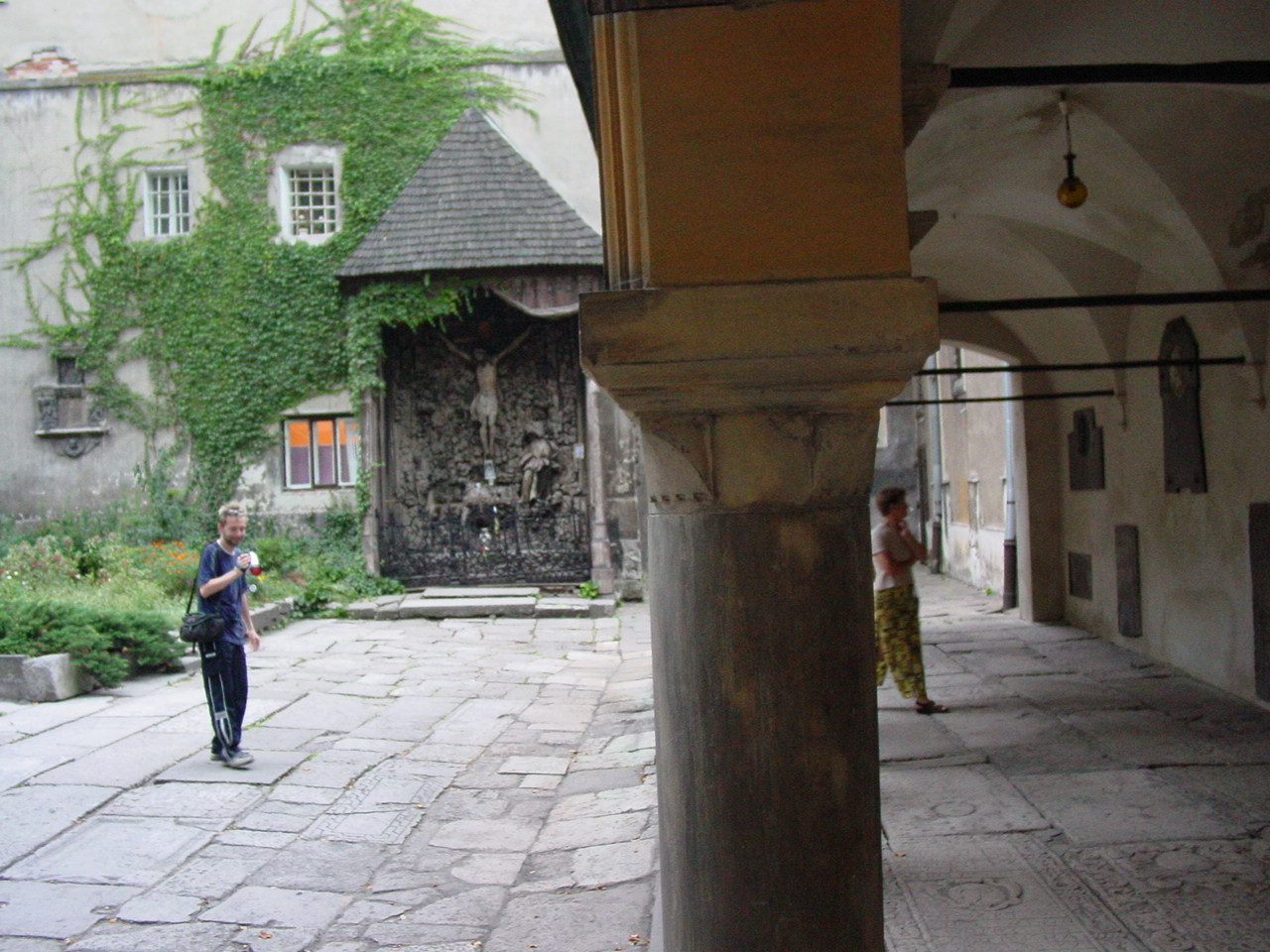
Az örmény templom udvara
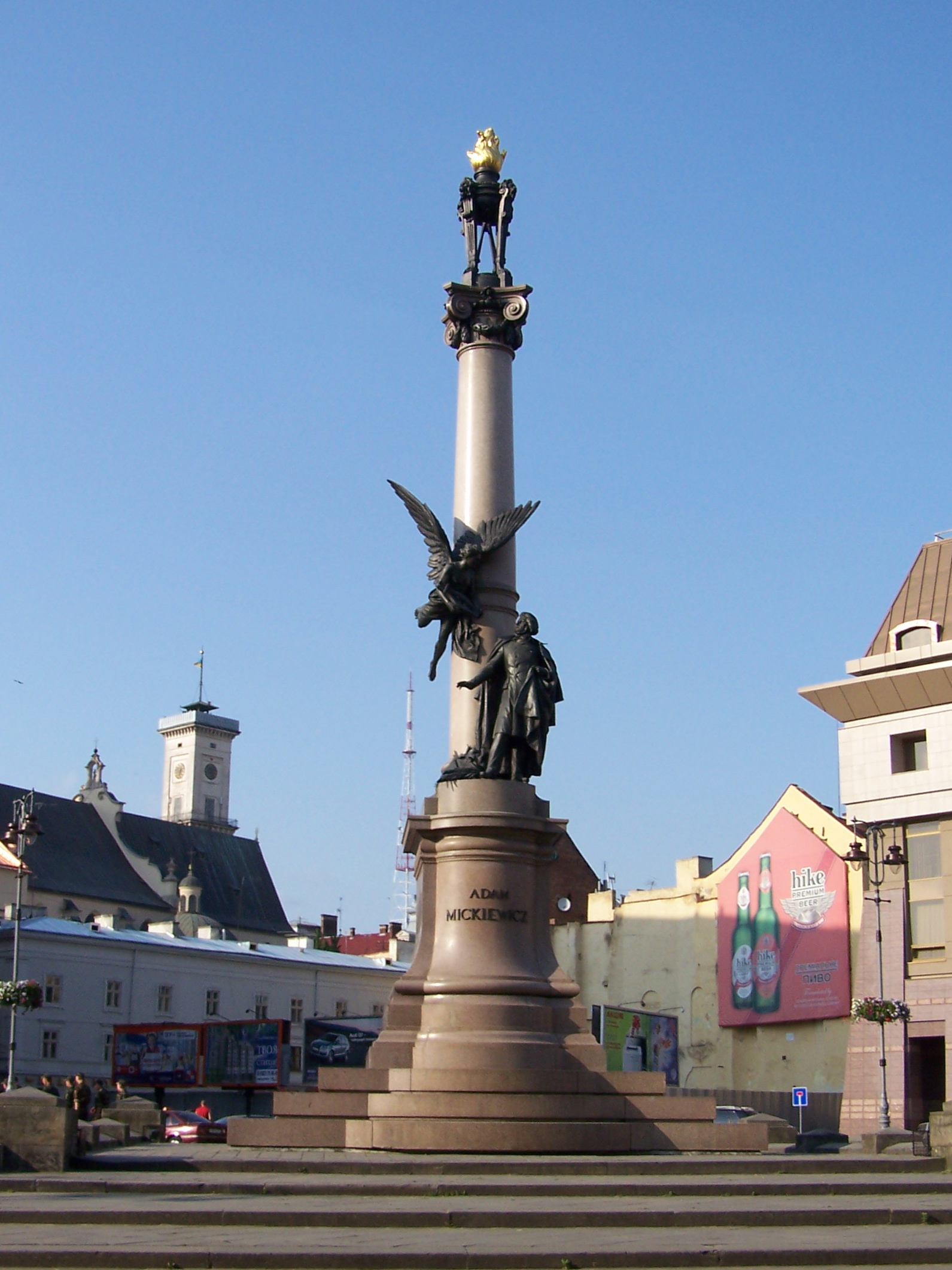
Adam Mickiewicz emlékműve
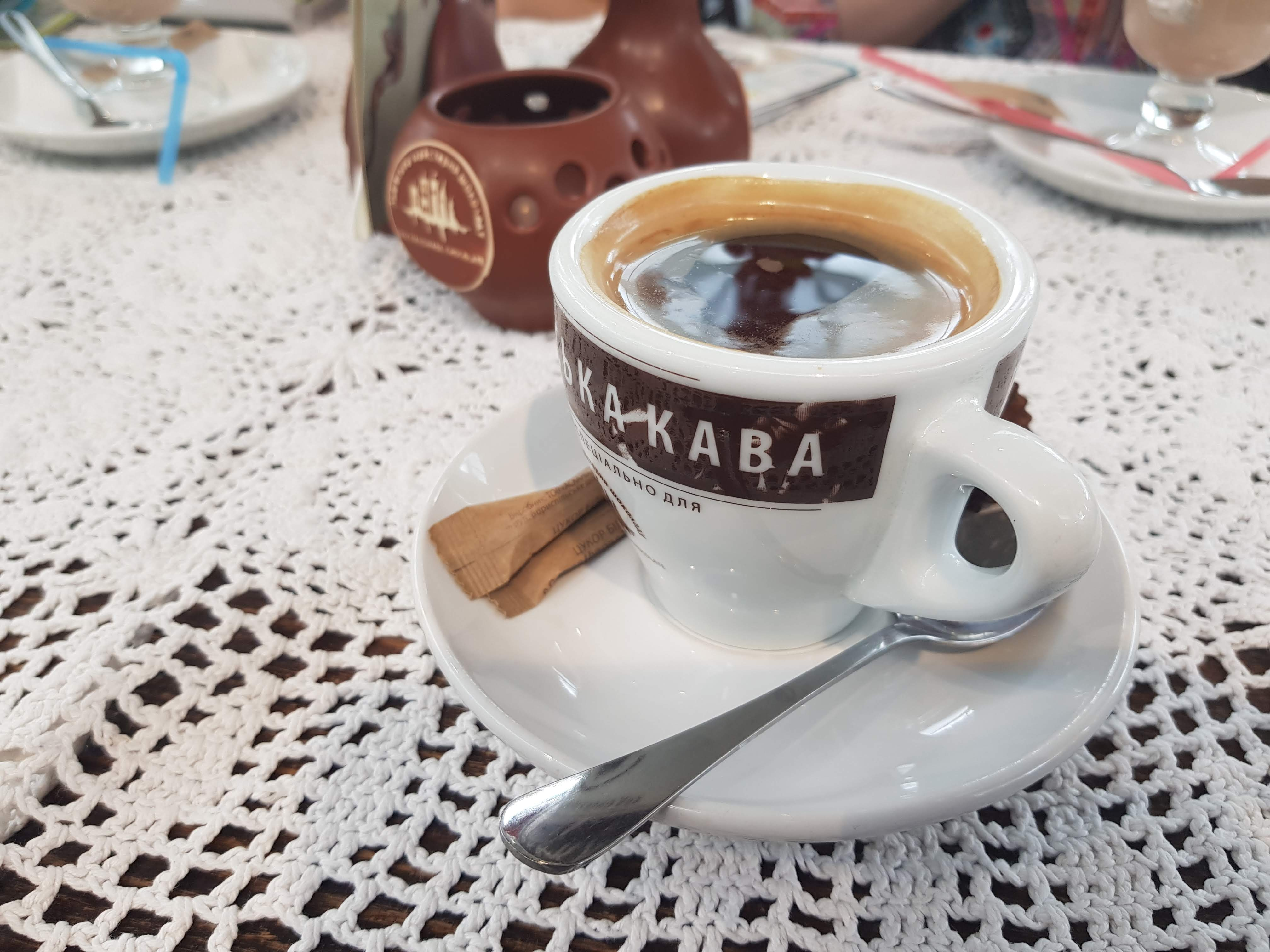
Hagyományos lvivi kávé